# Hajji Washington
Pour plus de détails, voir Fiche technique et Distribution.
Hajji Washington (en persan :  حاجی واشنگتن) est un film iranien de Ali Hatami, sorti en 1982.

## Synopsis
En 1927, Nasseredin Shah envoie Hajji Hossein-Gholi Khan Noori Sadr Alsaltaneh, accompagné de son interprète, Mirza Mahmoud, en tant que le premier consul de l’Iran aux États-Unis. Enthousiasmé par sa première rencontre avec le Secrétaire d’état et le Président américains, Hossein-Gholi Khan donne l’ordre de louer un grand immeuble pour le consulat d’Iran. Quittant l’Hôtel Paradise le jour même, il s’y installe avec son interprète. Mirza Mahmoud, qui accompagne Hosseingholi Khan plutôt pour compléter ses études de médecine, quitte bientôt son poste au consulat pour l’université.
En manque de budget, Hossein-Gholi Khan renvoie le personnel domestique qui y travaillait. Un jour que sa fille chérie lui manque terriblement, il reçoit la visite du Président – qui n’est plus désormais en poste car il a déjà terminé son mandat, laissant la place à son adversaire à la suite des élections – souhaitant à savoir davantage au sujet des cultivassions de pistaches iraniens. Le second visiteur est un Amérindien qui voudrait se réfugier à l’ambassade. Sous la pression des autorités américaines, Hossein-Gholi Khan remet le réfugié entre leurs mains. À la fin de son mandat, Hossein-Gholi Khan, humilié et exaspéré de se sentir ainsi expatrié tout ce temps à l’étranger, retourne en Iran pour occuper un nouveau poste au pays.

## Fiche technique
- Titre original : Hajji Washington
- Réalisation : Ali Hatami
- Scénario : Ali Hatami
- Musique : Mohammd Reza Lotfi
- Durée : 100 min.
- Pays :  Iran
- Langue : Persan
- Date de sortie : 1982

## Distribution
- Ezzatollah Entezami : Hajji Hossein-Gholi Khan Noori
- Richard Harrison : Président Andrew Johnson
- Mario Diano
- Mehri Vadadian
- Esmail Mohammadi